# Ieuá Sul
Ieuá Sul (em inglês: Yewa South; em iorubá: Gúúsù Yewa) é uma Área de Governo Local no estado de Orum, Nigéria. Sua sede fica na cidade de Ilarô. 
Possui uma área de 629 km ² e uma população de 168.336 no censo de 2006.
A área tem 10 wards, Ilarô I, Ilarô II, Ilarô III, Iuoiê, Idogô, Ouodô I, Ouodê II, Ilobi/Erinjá, Oquê-Odã e Ajiletê.
As pessoas falam os dialetos ieuá e egum da [[língua iorubá. Existem sete áreas ou aldeias lideradas por obás:  Ilarô, Oquê-Odã, Ijaná, Itorô, Ouodê, Erinjá, Ajiletê e Ilobi.